# Alfred Hrdlicka
Alfred Hrdlicka, a volte scritto anche Alfred Hrdlička, (Vienna, 27 febbraio 1928 – Vienna, 5 dicembre 2009), è stato uno scultore, disegnatore e pittore austriaco.

## Biografia

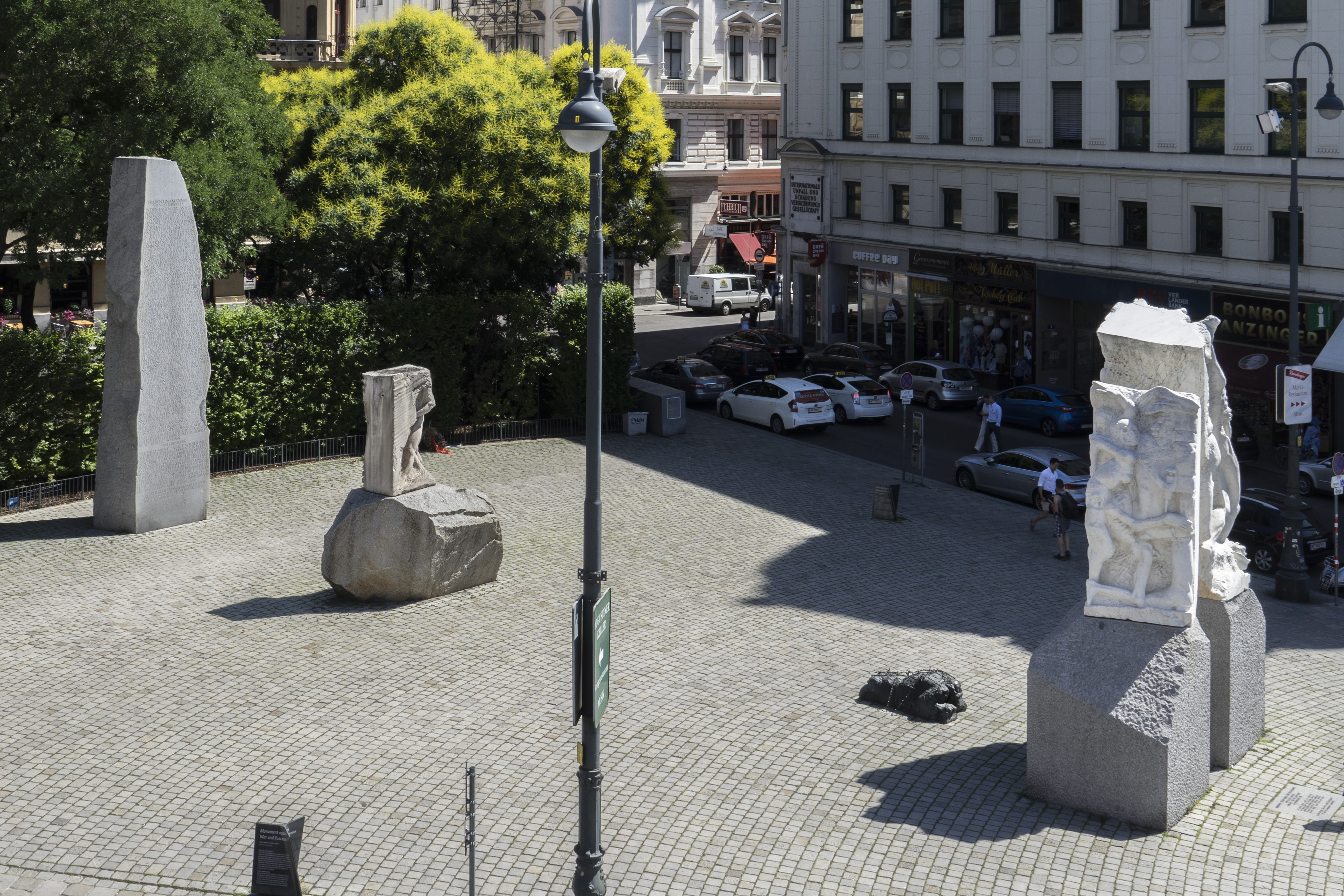
Il Mahnmal gegen Krieg und Faschismus (Memoriale contro la guerra e il fascismo) collocato dal 1991 in Albertinaplatz a Vienna.

Hrdlicka ha iniziato i propri studi frequentando la scuola di odontotecnico dal 1943 al 1945. In seguito si è dedicato ad una formazione artistica. Fino al 1952, ha studiato pittura alla Akademie der Bildenden Künste, l'accademia dell'arte viennese, sotto la guida di Albert Paris Gütersloh e Josef Dobrowsky successivamente, sino al 1957, ha studiato scultura  con Fritz Wotruba.
Simpatizzante comunista, si è subito schierato in prima linea contro fascismo, nazismo, e antisemitismo. Il suo spirito politico ha influenzato molte delle sue opere.
Nel 1960, all'età di trentadue anni, ha tenuto la sua prima mostra a nella capitale austriaca e, quattro anni più tardi, nel 1964, ha raggiunto l'attenzione internazionale in qualità di rappresentante dell'Austria nell'esposizione artistica alla Biennale di Venezia.
Nel 1991 il suo Mahnmal gegen Krieg und Faschismus (Memoriale contro la Guerra e il Fascismo) viene installato al centro storico di Vienna nella piazza del Museo dell'Albertina.
Una suo opera, esposta fuori dalla Deutsche Oper Berlin è dedicata all'assassinio di Benno Ohnesorg.
In occasione del suo ottantesimo compleanno, nel 2008, viene chiamato ad esporre nel Museo del Duomo di Santo Stefano Stephansdom. Alcune delle sue opere destano scandalo perché ritenute blasfeme e una sua opera Religione, carne e potere che rappresenta l'ultima cena di Gesù come un'orgia omosessuale viene censurata e rimossa.
L'anno seguente, il 5 dicembre 2009, muore nella sua città natale.

## Carriera accademica
- 1971-73: Professore di Scultura alla Staatliche Akademie der Bildenden Künste Stuttgart di Stoccarda
- 1973-75: Professore alla Hochschule für bildende Künste Hamburg di Amburgo
- 1975–86: Professore di Scultura, Accademia Nazionale delle Belle Arti di Stoccarda
- 1986–89: Professore di Scultura, Universität der Künste Berlin di Berlino
- 1989: Nominato alla Universität für angewandte Kunst Wien di Vienna